# Wieden (Németország)
Wieden település Németországban, azon belül Baden-Württembergben. Lakosainak száma 543 fő (2023. december 31.).

## Népesség
A település népessége az elmúlt években az alábbi módon változott:
| Lakosok száma | 519  | 551  | 512  | 510  | 533  | 566  | 590  | 583  | 565  | 543  |
|               | 1961 | 1967 | 1974 | 1980 | 1987 | 1993 | 2000 | 2006 | 2013 | 2023 |